# Episkopalism

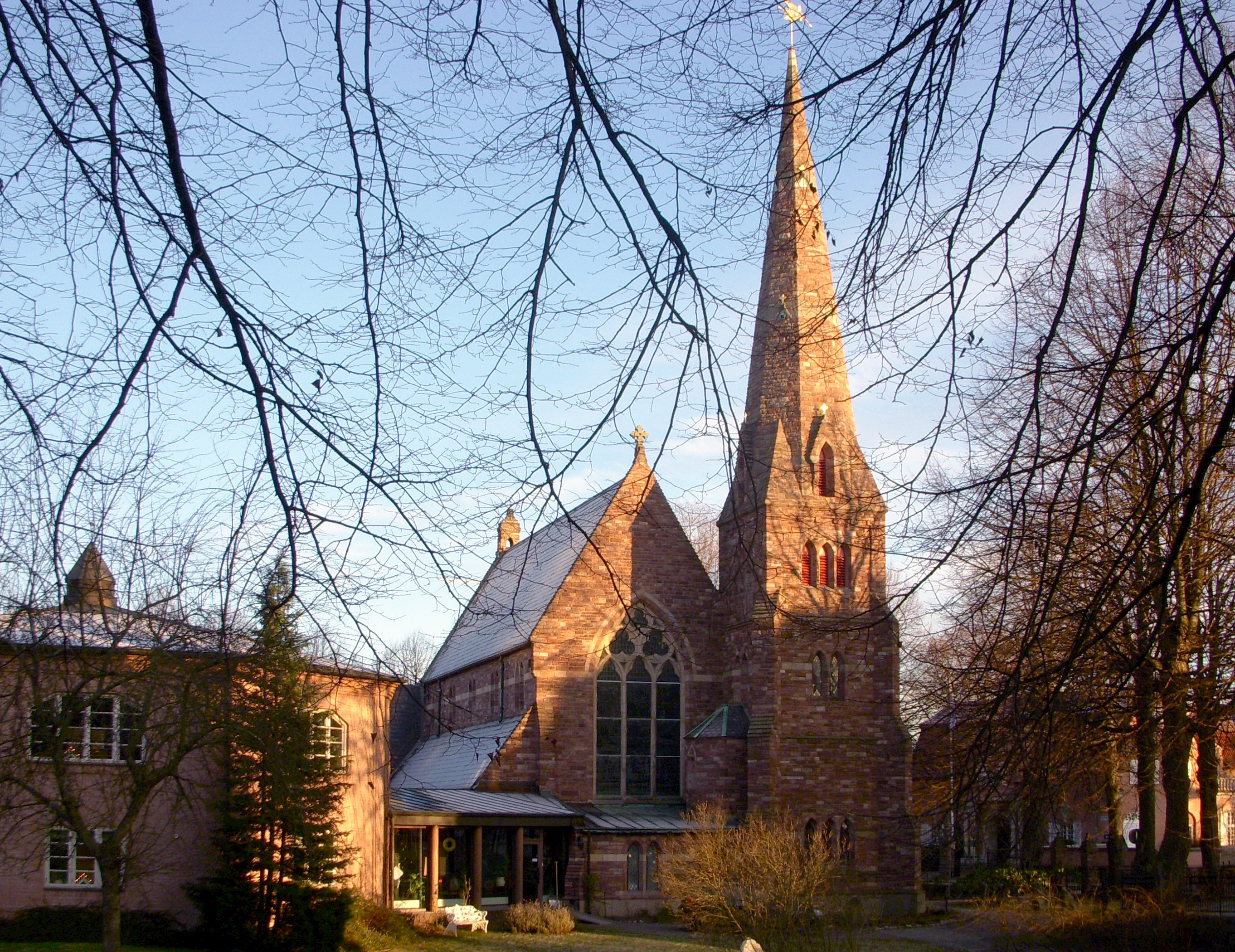
Episkopalkyrkan i Diplomatstaden i Stockholm.

Episkopalism är uppfattningen att en kristen kyrkas högsta ledning ligger hos biskoparna. Begreppet kommer från grekiskans epis’kopos, som kan översättas med tillsyningsman, församlingsföreståndare, och som givit det svenska ordet biskop.
En episkopal ordning finns i de gamla kyrkorna, som den romersk-katolska kyrkan och olika ortodoxa kyrkor. Den finns också i flera protestantiska kyrkor, Anglikanska kyrkogemenskapen (som ursprungligen bildades i kontrast mot den påvestyrda kyrkan, men idag ofta kallar sig episkopal i motsättning till presbyterianismen), många Metodistkyrkor och de flesta evangelisk-lutherska kyrkorna, som till exempel de nordiska folkkyrkorna. Ibland, men inte alltid, är den episkopala ordningen förenad med principen om apostolisk succession.
Episkopalism kan sägas stå mer eller mindre i motsats till eller skild från ett flertal andra kyrkosyner, såsom papalism, presbyterianism, kongregationalism och konnektionalism. Element från flera olika begrepp kan kombineras till en kyrkosyn, ofta tillsammans med en synodal struktur.

## Svenska förhållanden

### Svenska kyrkan
Svenska kyrkan hävdar att den apostoliska successionen behållits trots den svenska reformationen. Sveriges förste evangeliske ärkebiskop, Laurentius Petri, inlemmades med deras synsätt i den apostoliska successionen då han vigdes av den katolske biskopen Petrus Magni i Västerås 1531. Samtidigt hävdar Svenska kyrkan att den apostoliska successionen saknar betydelse för prästämbetets giltighet eller sakramentens förvaltande.
Vid Västerås riksdag 1527 bröt Sverige med påvestolen och landet upphörde att vara en romersk-katolsk kyrkoprovins. Svenska kyrkan behöll sina stift med biskopar och domkapitel (även kallade konsistorium). Under reformationen utgjorde biskoparna ett hot mot kungamaktens maktambitioner. Gustav Vasa ville därför splittra kyrkan och utsåg ordinarier som kyrkliga ledare istället för biskoparna, och ej underlydande dem i andra städer än stiftsstäderna, i städer som Stockholm, Gävle, Örebro och Skövde. Stiften delades alltså in i mindre enheter. Gustav Vasas efterträdare försökte också införa en statlig styrelse för hela Svenska kyrkan. En sådan statlig centralisering lyckades biskoparna hindra genom att hävda den episkopala ordningen.
Under stormaktstiden bildades nya stift både i Sverige och i erövrade områden kring Östersjön och dessa nya stift kom att ledas av superintendenter istället för biskopar. Denna titel var i princip likvärdig med ett biskopsämbete. Det rådde fortfarande rädsla för katolska kyrkan och biskoparnas makt och inom luthersk ortodoxi förekom uppfattningen att titeln superintendent var mer teologiskt korrekt, eftersom den skilde sig från katolska kyrkan. År 1772 ersattes dock den sista superintendenturen i Karlstads stift med ett biskopsämbete (dessförinnan bland annat i Göteborgs stift 1665).
Vad den episkopala ordningen i till exempel Svenska kyrkan innebär är inte självklart. Kyrkoordningen uttrycker den episkopala ordningen genom att göra en maktdelning mellan vigningstjänst och lekfolk (den så kallade dubbla ansvarslinjen) i församlingar och stift. På stiftsnivå innebär detta att stiftsstyrelse, domkapitel och biskop getts olika mandat och kompetensområden. Ändå förekommer försök att utöka mandatet utöver vad den dubbla ansvarslinjen medger. 

### Equmeniakyrkan
Under 2010-talet fördes det ekumeniska samtal mellan Metodistkyrkan, Svenska Baptistsamfundet och Svenska Missionskyrkan om ett nytt, gemensamt kyrkosamfund som fick namnet Equmeniakyrkan. I dessa samtal tillhörde episkopal ordning de frågor som man behövde förhålla sig till. Dels hade Metodistkyrkan redan en episkopal ordning, dels talade Kyrkornas Världsråds dokument Dop, nattvard, ämbete, det så kallade Limadokumentet från 1982, om betydelsen av en tillsynsfunktion, alltså något slags episkopal funktion, även om det inte måste innebära att det är just biskopar som ska sköta tillsynen. Svenska Missionskyrkan hade i sin Kyrkoordning anslutit sig till behovet av en sådan överordnad tillsynsfunktion. Equmeniakyrkan, som bildades 2011, karaktäriseras som samfund i huvudsak av en kongregationalistisk församlingssyn, där församlingens självständighet betonas mer än i episkopala kyrkor.